# 漢帕圖里山
16°20′29″S 67°59′52″W / 16.34139°S 67.99778°W
漢帕圖里山（Jamp'aturi），是玻利維亞的山峰，位於該國西部拉巴斯省的佩德羅多明戈穆里略省，處於米卡亞山和瓦卡尼山東南面，屬於安第斯山脈中玻利維亞瑞阿爾山脈的一部分，海拔高度4,871米。